# Prix de littérature Windham-Campbell
Le Prix de littérature Windham-Campbell (du nom de Donald Windham et Sandy M. Campbell) est un prix littéraire  américain décerné dans trois catégories : fiction, essai et théâtre.
Ce prix a été créé grâce à une donation du  romancier américain Donald Windham et de son compagnon Sandy M. Campbell.
Le prix est attribué par l'université Yale. La première récompense a été attribuée en 2013.
Neuf prix sont attribués chaque année. Les gagnants reçoivent la somme de 150 000 dollars.
Administré par la Bibliothèque Beinecke de livres rares et manuscrits, le prix récompense les auteurs en langue anglaise sur le plan international.
Le but de ce prix est d'attirer l'attention sur la création littéraire et de permettre aux auteurs de se dédier à leurs écrits en toute indépendance financière.

## 2015
Les lauréats  ont été  dévoilés par le président de l'université Yale, Peter Salovey, le 24 février 2015.

### Essais
- Edmund de Waal (Royaume-Uni) - L'instinct de la narration affirmé et l'imagination lyrique d'Edmund de Waal imprègne l'examen profond qu'il réalise sur l'emprise qu'ont les objets sur notre mémoire personnelle et collective.

- Geoff Dyer (Royaume-Uni) - Curieux de tout et psychologiquement pénétrant, Geoff Dyer réinvente encore et encore les possibilités de l'écriture non fictionnelle, explorant de nouveaux sujets et de nouvelles manières d'écrire.

- John Jeremiah Sullivan (États-Unis) - Les essais très variés et passionnés de John Jeremiah Sullivan abordent tous les aspects de la vie américaine avec ferveur, précision et intelligence.

### Théâtre
- Jackie Sibblies Drury (États-Unis) - Jackie Sibblies Drury mêle habilement enquête historique et expérimentation méta-théâtrale pour défier les clichés sur la race, la performance et la responsabilité individuelle.

- Helen Edmundson (Royaume-Uni) - Les pièces de théâtre ambitieuses d'Helen Edmundson distillent des complexités historiques à travers des personnages dont les passions et les dilemmes éthiques résonnent sur un large paysage politique tout en l'éclairant.

- Debbie Tucker Green (Royaume-Uni) - Poussant le discours et le silence à son extrême limite, Debbie Tucker Green dans ses pièces de théâtre, expose les choix brutaux d'individus guidés par des impératifs familiaux, sociétaux et amoureux.

### Fiction
- Teju Cole (États-Unis) - Les narrateurs itinérants de Teju Cole comme sa prose révèlent les possibilités et les limites de l'urbanité  globale, naviguant sur la frontière subtile entre les choix et les circonstances, la perception et la mémoire.

- Helon Habila (Nigeria) - Helon Habila réussit la combinaison exceptionnelle d'être un conteur et un styliste qui défie les espérances de chacun  tout en approfondissant notre empathie pour les gens ordinaires confrontés à des événements extraordinaires.

- Ivan Vladislavic (Afrique du Sud) - La fiction d'Ivan Vladislavic explore les conséquences de l'apartheid qui créent un malaise par le biais  de médiations inventives à travers le croisement complexe de l'histoire, de la politique et de l'art.

## 2014
Le président de l'université Yale, Peter Salovey, a annoncé les gagnants des prix le 7 mars 2014.

### Essais
- John Vaillant (États-Unis) : John Vaillant se saisit par le biais de son écriture de narrations qui combinent science, géographie, histoire et anthropologie pour communiquer son engagement passionné pour la préservation des ressources naturelles dans un monde  menacé sur le plan environnemental.

- Pankaj Mishra (Inde) : Fidèle à un style littéraire exigeant, Pankaj Mishra nous offre des narrations sur l'évolution de l'Asie moderne. L'auteur retrace le voyage d'une petite ville en Inde jusqu'à la métropole et met à mal les clichés impérialistes avec une verve aussi puissante.

### Théâtre
- Kia Corthron (États-Unis) : À travers la maîtrise du spectacle théâtral, Kia Corthron donne voix à des personnages souvent marginalisés et délaissés par la littérature dans un contexte politique et historique qui donne à leurs vies une résonance urgente et poétique.

- Sam Holcroft (Royaume-Uni) : Sam Holcroft, explore, par le biais de ses pièces de théâtre, les registres du langage habituels et expressifs, les gestes, les jeux de rôle, évoluant sur la frontière subtile entre complicité et passivité des spectateurs.

- Noëlle Janaczewska (Australie) : Noëlle Janaczewska, à travers ses pièces de théâtre, prouve une maitrise innovante de l'écriture théâtrale et interroge aussi les tensions politiques et culturelles  avec une voix complexe, contribuant aussi à apporter un éclairage singulier sur ces sujets.

### Fiction
- Aminatta  Forna  (Sierra Leone) :  Aminatta  Forna, écrit sous le prisme de son expérience personnelle, pour le monde entier avec des constructions  narratives subtiles qui dévoilent les conséquences  d'une vie percutée par la violence et la guerre.

- Jim  Crace (Royaume Uni) : Les romans de  Jim  Crace, toujours aussi pluriels, nous ramène au corps, aux cérémonies et aux communautés dans un monde désenchanté, transformant l'indifférence et le répugnant en émotions esthétiques[1].

- Nadeem  Aslam (Pakistan) : Les romans de  Nadeem  Aslam, magnifiquement ciselés, explorent les traumatismes politiques et historiques avec lyrisme et une profonde empathie.

## 2013
Les gagnants ont été annoncés par le président de l'université Yale, Peter Salovey le 4 mars 2013.

### Essais
- Jonny Steinberg (Afrique du Sud): Utilisant un style romanesque qui donne à chaque personne une complexité héroïque, Jonny  Steinberg nous permet de nous confronter des vies qui sollicitent notre empathie et élargit notre compréhension de la condition humaine.

- Jeremy Scahill (États-Unis) : Les reportages d'investigation de Jeremy  Scahill est dans la pure tradition de la prise de risque d'une parole franche face au pouvoir, menant une campagne politique  avec des moyens journalistiques, inépuisable dans sa vision internationale et circonstanciée des faits.

- Adina Hoffman (États-Unis) : Dans un domaine où l'essai le plus prudent peut provoquer un tollé, Adina  Hoffman  fait appel simultanément  à une écoute attentive, une recherche objective et une prose engagée qui braque le projecteur sur des sujets longtemps restés dans l'ombre.

### Théâtre
- Naomi  Wallace (États-Unis) :  Naomi Wallace dans ses pièces de théâtre exploite des situations historiques qui sont  puissantes, dévastatrices et profondément ancrées dans l'Histoire.

- Tarell  Alvin  McCraney  (États-Unis) : Les personnages de  Tarell  Alvin  McCraney appartenant  à la classe ouvrière, emploient un langage poétique à travers lequel nous saisissons l'envergure spirituelle de personnes qui sont en lutte.

- Stephen  Adly  Guirgis  (États-Unis) : Stephen Adly Guirgis  écrit des dialogues théâtraux avec passion et humour, créant des personnages qui prennent des risques, et dont les innovations  linguistiques revigorent l'américain vernaculaire.

### Fiction
- Zoë  Wicomb (Afrique du Sud) :  Zoë  Wicomb avec un langage vivant, subtil et une narration magnifiquement ciselée explore les complexes intrications vécues par ses personnages  liées à leur pays natal et aux défis permanents  auxquels ils sont confrontés dans le monde où ils vivent.

- James  Salter (États-Unis) : Phrase après phrase, la prose naturellement élégante de James  Salter a une précision et une clarté qui transforme des mots ordinaires en envolée lyrique.

- Tom  McCarthy (Royaume-Uni) :  Tom  McCarthy construit d'étranges univers qui  font écho à notre propre condition et des réflexions sur la signification et la création artistique.